# Перечный гриб
Пе́речный гриб, или маслёнок перечный (лат. Chalcíporus piperátus) — трубчатый гриб из семейства Болетовые (Boletaceae), в русскоязычной литературе часто относится к роду Маслёнок (лат. Suillus), а в современной англоязычной — к роду Chalciporus. 

Гомотипные синонимы:
- Boletus piperatus Bull., 1790
- Viscipellis piperata (Bull.) Quél., 1886
- Leccinum piperatum (Bull.) Gray, 1821
- Suillus piperatus (Bull.) Poir., 1806
- Ixocomus piperatus (Bull.) Quél., 1888
- Ceriomyces piperatus (Bull.) Murrill, 1909

## Описание
Диаметр шляпки составляет 2—7 см, шляпка имеет округло-выпуклую, позже плоско-выпуклую или плоскую форму, на ощупь гладкая, слегка клейкая, в сухую погоду — блестящая, цвет шляпки — светло-коричневый, коричневый, жёлто-коричневый, тёмно-ржавый, оранжево-коричневый или красно-коричневый. Кожица со шляпки не снимается.
Мякоть шляпки рыхлая, желтоватая, мякоть ножки — серно-жёлтая или хромово-жёлтая, особенно у основания, немного краснеет на срезе, имеет острый перечный вкус.
Трубчатый слой приросший или низбегающий, поры светло-коричневые, красновато-коричневые или ржаво-коричневые, крупные, неправильно угловатые.
Ножка 3—8 см высотой и 0,3—1,5 см толщиной, цилиндрическая, часто изогнутая, обычно суженная книзу, сплошная, плотная, ломкая, цвет ножки тот же что и у шляпки или более светлый, у основания — жёлтый.
Споровый порошок имеет жёлто-бурый, ржаво-коричневый цвет. Споры удлинённые, 9,5×4,5 мкм.

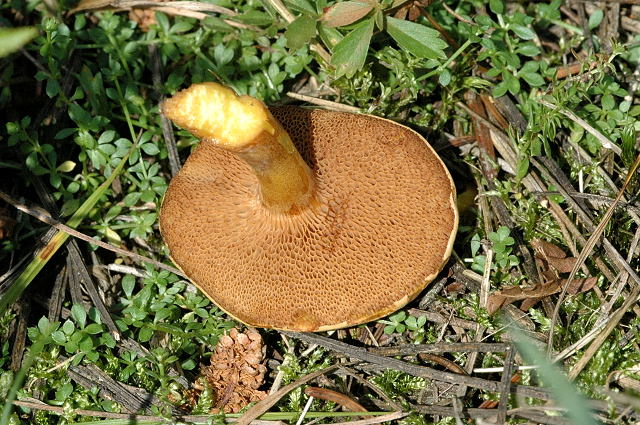
Трубчатый слой
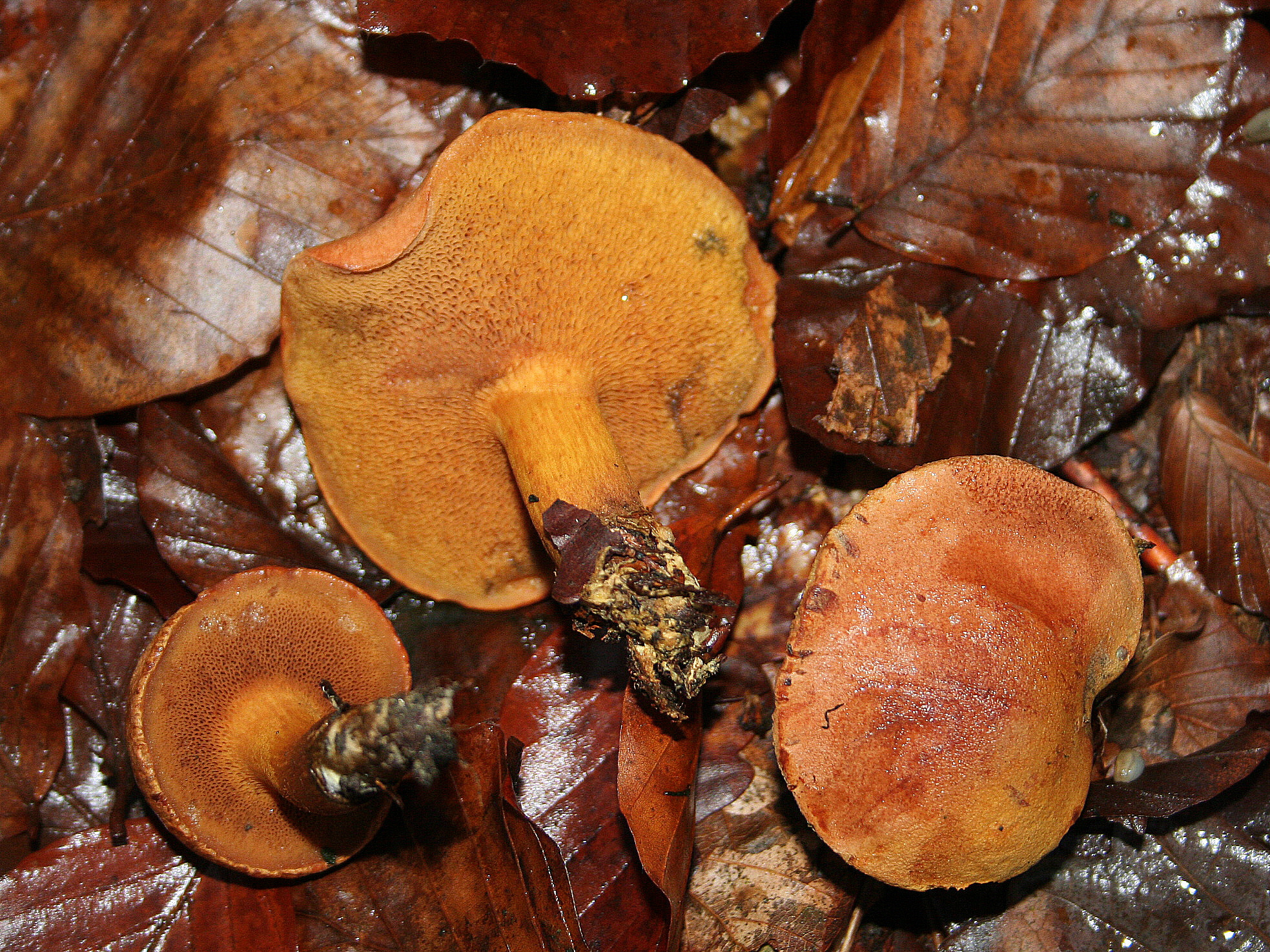
Молодые плодовые тела
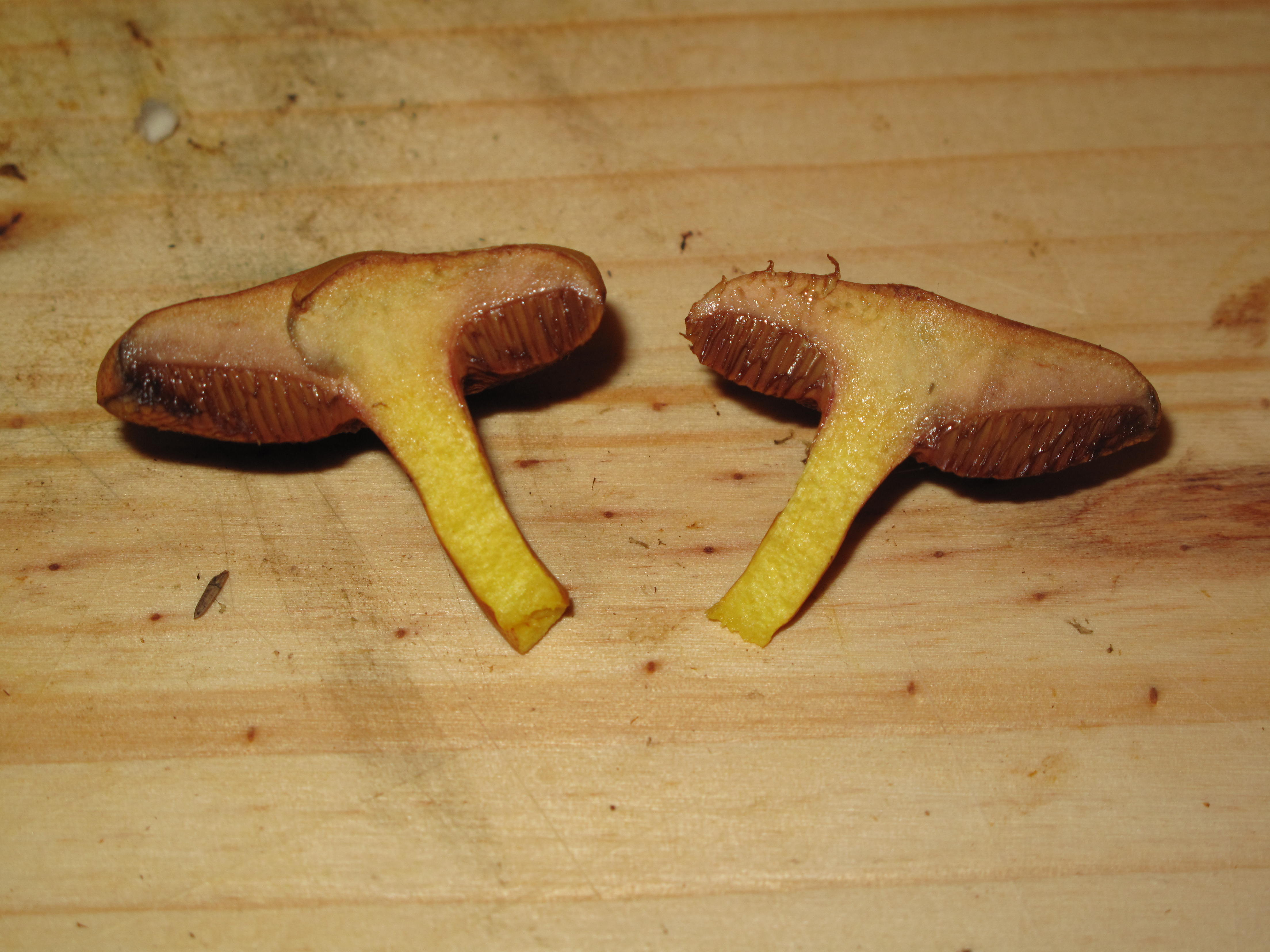
Вид на срезе

## Экология и распространение
Встречается в хвойных лесах с участием сосны, образует с ней микоризу, реже — в еловых, в смешанных и в лиственных лесах. Распространён по всей северной умеренной зоне: Европа, Европейская часть России и Северный Кавказ, Урал, Сибирь, Дальний Восток. Найден на о. Тасмания. Встречается обычно поодиночке или по 2—3 штуки.
Сезон: в умеренном поясе Северного полушария плодоношение с июля по сентябрь—октябрь.

## Сходные виды
- Козляк (Suillus bovinus) — съедобный гриб, имеет больший размер плодовых тел, поры оливково-коричневые, без рыжего оттенка, мякоть не острая на вкус.

## Употребление
Считается несъедобным, но может использоваться в небольших количествах в качестве острой приправы вместо перца. Предварительно отваренный и приготовленный придаёт блюду несильную горечь, можно использовать сушёные грибы в виде порошка.